# Inarki
Inarki (ros. Инарки) – wieś w Rosji, w Inguszetii, w rejonie małgobiecki. W 2010 liczyła 5885 mieszkańców.